# Gilles Chaillet
Pour les articles homonymes, voir Chaillet.
Gilles Chaillet est un scénariste et dessinateur de bande dessinée né à Paris le 3 juin 1946 et mort le 14 septembre 2011 à Ermont (Île-de-France),. Il est entre autres dessinateur des aventures de Guy Lefranc, seul auteur de la série Vasco et dessinateur de plusieurs épisodes des Voyages d'Alix.

## Biographie
Né à Paris, le 3 juin 1946, Gilles Chaillet est fasciné dès l'enfance par l'Histoire et en particulier par celle de l'Italie. L'Italie antique d'abord, médiévale ensuite.
- En 1965, Chaillet entre au studio Dargaud, initialement pour un remplacement d’un mois… Il y réalise notamment la mise en couleurs de Tanguy et Laverdure, Achille Talon et Blueberry. Il termine également les quatre dernières planches de l'album Le Vaisseau de l'enfer, dernier Barbe-Rouge réalisé par Victor Hubinon en 1968. Il illustre aussi anonymement quatorze petits albums entre 1972 et 1974 d’Idéfix pour Uderzo et réalise divers dessins d’Astérix et d’Obélix destinés à orner des verres à moutarde.
- En 1976, Jacques Martin lui confie la reprise des dessins des aventures de Lefranc. Il dessine neuf albums sur les scénarios de Jacques Martin, entre 1978 et 1998. Il collabore également sur deux Voyages d'Alix.
- En 1979, il crée dans Le Journal de Tintin la série Vasco qui retrace les aventures d'un jeune commis banquier dans l'Italie du XIVe siècle. Il participe aux 25 premiers volumes de la série qui se poursuit après sa mort avec le dessinateur Dominique Rousseau.
- À partir de 1989, il dessine deux albums de la série Les Voyages d'Orion.
- À partir de 2000, il est un des dessinateurs de la série Le Triangle secret.
- En 2001, il crée la série Tombelaine aux éditions Casterman avec Bernard Capo au dessin.
- Il inaugure en 2002 la collection La Loge noire, nouvellement créée chez Glénat, avec la série La Dernière Prophétie.
- À partir de 2003, il écrit les scénarios de la série Intox chez Glénat.
- En 2004, il publie chez Glénat son chef-d'œuvre auquel il travaille depuis des années, un volumineux atlas consacré à la ville éternelle : Dans la Rome des Césars, qu'il présente avec force détails et plans à ses lecteurs.
- En 2008, toujours chez Glénat, il dessine le diptyque Vinci, sur un scénario de Didier Convard.
- En 2011, il entame un triptyque avec son ami Gine autour de Rome, Les Boucliers de Mars, fait paraître un album sur l'empereur Dioclétien et projette une vaste collection de dix volumes avec dix auteurs différents pour retracer au travers l'histoire d'une famille romaine, celle d'un secret sur 2000 ans. À la suite de sa mort, ce projet reste inachevé.

Gilles Chaillet vit en France avec son épouse, la coloriste Chantal Defachelle, jusqu'à sa mort à Ermont le 14 septembre 2011 à l’âge de 65 ans.

## Œuvres publiées

### Comme auteur complet
- Récit spatio-temporel, Le Lombard, 1986
Scénario : collectif - Dessin : Gilles Chaillet - planche 39, dans L’Aventure du Journal Tintin - 40 ans de bandes dessinées
- Dans la Rome des Césars, Glénat, 2004
Scénario et dessin : Gilles Chaillet

## Récompenses
- Hadrien d'Or pour la série Vasco, Festival BD de Vaison-la-Romaine (2003)[3]
- Yellow Kid pour l'ensemble de son œuvre, Romacartoon (2005)[4]